# Siegbert Keller
Siegbert Keller (* 26. November 1937 in Kiel; † 15. Oktober 2015) war ein deutscher Architekt und Bauökonom.

## Leben
Siegbert Keller absolvierte nach einem naturwissenschaftlichen Abitur in Ulm zunächst eine Lehre als Maurer und Betonbauer. Von 1957 bis 1963 studierte er Architektur an der TH Darmstadt. Nach seinem Diplom war er zunächst in einem Architekturbüro tätig, danach wissenschaftlicher Assistent und Lehrbeauftragter an der TH Darmstadt sowie der FH Darmstadt. 1969 wurde er an der Architekturfakultät der TH Darmstadt mit der Arbeit über algorithmisierten Planungsverfahren (Planungsmathematik) promoviert. Mit Hilfe eines Habilitationsstipendiums der Deutschen Forschungsgemeinschaft (DFG) habilitierte er sich 1974 mit einer Arbeit über Computer-Simulationsmodelle in Planungsprozessen.
1974 erhielt er einen Ruf auf den Lehrstuhl für Bau- und Planungsökonomie an die Gesamthochschule Kassel (GhK). Er war mehrfach Dekan des Fachbereichs Architektur-, Stadt- und Landschaftsgestaltung und Vorsitzender des Prüfungsausschusses. Er war insbesondere engagiert in der Entwicklung und Ausbau der universitären EDV-Technik. 1998/1999 war Keller zusammen mit Wolfgang Rösel und Volkhard Franz Gründer des Institutes für Bauwirtschaft (IBW) an der Universität-Gesamthochschule Kassel. 2003 wurde er emeritiert und war weiterhin in Vorträgen engagiert.
Siegbert Keller lebte zuletzt in Berlin und war verheiratet mit Annette-Maria Toeffling-Keller, der Tochter des Berliner Malers Werner-Viktor Toeffling.

## Wirken
Von 1987 bis 2002 war er Mitglied des Gutachterausschusses für Planungs- und Bauwirtschaftliche Projekte beim Bundesministerium für Verkehr, Bau- und Wohnungswesen. Er war Verfasser des Standardwerkes Baukostenplanung für Architekten sowie zahlreicher Aufsätze zu sozioökonomischen Fragen. Er war Mitglied der Bundesstiftung Baukultur.
Er war Mitinitiator des Berliner Salon '95 für Kultur-Gesellschaft-Wissenschaft. Zudem war er als Mitbegründer Vorstand der Werner-Viktor-Toeffling-Stiftung in Berlin.

### Cartellverband
Siegbert Keller war seit 1957 Mitglied der katholischen Studentenverbindung KDStV Nassovia Darmstadt im CV und war deren Philistersenior von 1983 bis 1995. 1982/1983 war er Vorsitzender des Ortskomitees zur Vorbereitung der 97. Cartellversammlung, die 1983 in Darmstadt stattfand. 1984 wurde er in den CV-Altherrenbund gewählt, ab 1987 Erster Stellvertreter des Vorsitzenden im CV-Rat, zudem von 1987 bis 1991 Präsident der CV-Akademie.
Von 1991 bis 1995 war Siegbert Keller in Personalunion Vorsitzender des CV-Altherrenbundes und im CV-Rat, dem höchsten Gremium des Cartellverbandes der katholischen deutschen Studentenverbindungen. Auf seine Initiative hin wurden im Cartellverband der katholischen deutschen Studentenverbindungen maßgebliche zukunftsgerichtete Perspektiven diskutiert.

## Schriften
- Rationalisierung der Gebäudeplanung mittels Datenverarbeitung. Grundrissoptimierung in der Entwurfsplanung, Beltz Berlin / Basel 1970
- Ausgewaehlte staedtebauliche Planungsdaten. Interpretation und systematische Auswertung., Fraunhofer IRB Verlag 1980
- Baukostenplanung für Architekten. Norm- und praxisgerechte Kostenermittlung nach DIN 276, Bauverlag Wiesbaden 1995 (2. Aufl.), ISBN 3762529353
- Perspektiven am Beginn des neuen Millenniums, Universität Kassel 2000, ISBN 3-932698-15-0, zusammen mit Karlheinz Pfarr, Thomas Bock, Bernd Nentwig, Wolfdietrich Kalusche, Dietrich A. Möller, Bernd Stolzenberg, Peter Richter, Volkhard Franz
- Werner-Viktor Toeffling: Berliner Maler und Bühnenbildner. StadtRaumBühne: Auf der Suche nach der Absoluten Wahrheit, 2012, ISBN 3000359680, zusammen mit Annette M. Toeffling-Keller